# Cuchilla de las Averías
La cuchilla de de las Averías es una cuchilla uruguaya ubicada en el centro-oeste del país en el Departamento de Río Negro, más precisamente al norte del cauce del río Negro. 

## Descripción
La cuchilla que mide unos 36 km de largo, se encuentra modelada sobre la base cristalina del territorio. Es de formas suaves y redondeadas, por el este la topografía se interrumpe en el valle del río Negro. La cuchilla corre en dirección suroeste- noreste pasando entre las localidades de Paso de los Mellizos y Sarandí de Navarro.
En la cuchilla nacen los arroyos de la Isleta, Blanquillo, Sarandí, Mataojo, La Chacra, Del Sauzal e Invernado.